# カレルヴォ・トイヴォネン
カレルヴォ・トイヴォネン（Kaarlo Kalervo Toivonen、1913年1月22日 - 2006年7月25日）は、フィンランドの陸上競技選手である。彼は、1936年に開催されたベルリンオリンピックの男子やり投で銅メダルを獲得した。

## 経歴
ベルリンオリンピックの男子やり投は、28名の選手が出場して1936年8月6日に実施された。予選では3回の試技を行い、60m以上の投てきに成功した17名が同日の決勝に進んだ。
決勝では、17選手が3回の試技を行い、上位になった6名がさらに3回試技を行ってメダルを競い合った。トイヴォネンは3回目の試技で68メートル76センチの投てきに成功して、メダル争いの資格を得た。競技の結果は、5回目の試技で71メートル81センチを投げたドイツ代表のゲルハルト・シュテックが金メダルを獲得し、トイヴォネンと同じフィンランド代表のユルヨ・ニッカネンが70メートル77センチで続いた。トイヴォネンはニッカネンにわずか5センチの差で及ばず、銅メダルを獲得することになった。